# Maison Minée
La maison Minée est un immeuble de rapport de style néo-classique bâti à la fin du XVIIIe siècle, situé entre les nos 8 et 12 rue Henri-IV, le long du cours Saint-Pierre à Nantes, en France, à la limite du quartier Malakoff - Saint-Donatien. L'immeuble a été inscrit au titre des monuments historiques en 1954.

## Historique
L'immeuble est construit vers 1772 au profit du chirurgien Julien Minée, embaumeur des évêques de Nantes, père de l'évêque constitutionnel de Loire-Inférieure Julien Minée. Minée a conclu une transaction lui permettant de récupérer les débris de la destruction de la tour dite « tour Guy de Thouars », au nord de la porte Saint-Pierre. C'est avec ce matériau que la « maison Minée » est construite.
Des sépultures mérovingiennes ont été découvertes dans le jardin.
La façade sur rue et la toiture correspondante de la maison Minée sont inscrites aux monuments historiques par arrêté du 19 mars 1954,,,,.

## Architecture
Au-dessus de la fenêtre centrale du dernier étage du no 11 figure un cartouche de style rocaille, où figure, à côté de la date « 1768 », l'inscription en latin Hic de Vita Vita (« Ici on vit de la vie »), probablement une référence au métier de chirurgien du premier propriétaire. La porte de l'immeuble est en anse de panier ; elle est surmontée d'un balcon en fer forgé au premier étage, et un autre, plus petit, au deuxième. Les deux ailes du bâtiment sont symétriques, chacune des deux baies centrales de plein-cintre est surmontée d'un balcon ; la seule exception à cette symétrie est la porte no 10 pour l'aile sud, qui n'a pas d'équivalent au nord. Les autres fenêtres sont rectangulaires au rez-de-chaussée, en arc surbaissé pour les autres étages.
Autour de ce bâtiment central, d'autres sont joints, respectant la même architecture de façade : au sud, les nos 8 et 9, et au nord le no 12. Ce dernier semble avoir été construit plus tardivement. Il ne présente qu'une entrée, contre deux au sud, et celle-ci est surmontée d'une sculpture unique, représentant une tête de femme. D'autre part, deux consoles présentent une décoration différente de celle du reste de la maison Minée.